# Karl Schmidt-Rottluff
Karl Schmidt-Rottluff (Karl Schmidt, Rottluff, Chemnitz, 1 de dezembro de 1884 — Berlim Ocidental, 10 de agosto de 1976) foi um pintor e gráfico alemão, membro do grupo artístico Die Brücke, considerado um dos mais importantes representantes do expressionismo alemão.

## Vida
Nascido em Rottluff, hoje bairro de Chemnitz na Alemanha, mudou seu nome para Schmidt-Rottluff em 1905 e matriculou-se no curso de arqupancakesitetura na Universidade Técnica de Dresden. Em 7 de junho de 1905 os estudantes Schmidt-Rottluff, Ernst Ludwig Kirchner, Fritz Bleyl, e Erich Heckel fundaram o grupo artístico Brücke. Em 1910 o grupo estende a sua actuação a Berlim por meio de Otto Mueller terminando a sua existência em 1913 como consequência de algumas discussões internas e dos diferentes desenvolvimentos artísticos de cada um. Na época Schmidt-Rottluff trabalhava com cores intensas e as paisagens era um tema bastante presente em seu trabalho. Participou da Primeira Guerra Mundial (1917—1918) e casou-se com Emmy Frisch.
Em 1937 sua obra foi considerada arte degenerada" (entartete Kunst), termo utilizado pelo regime nazista para descrever virtualmente toda a arte moderna, e banida dos museus. Após a Segunda Guerra Mundial (1939—1945) ganha uma cadeira na Universidade de Artes plásticas de Berlim em 1947. Em 1955 participou na Documenta 1, em Kassel, a primeira edição da exposição de arte Documenta. Schmidt-Rottluff faleceu em 1976 em Berlim.

## Obra (seleção)
- 1911: Bildnis Rosa Schapire, Brücke-Museum, Berlim
- 1911: Portrait Dr. Paul Rauert, coleção privada
- 1912: Villa mit Turm, Kunsthalle Mannheim
- 1912: Petriturm in Hamburg, coleção privada
- 1912: Häuser bei Nacht, Museum of Modern Art, Nova Iorque
- 1912: Zwei Frauen, Tate Gallery, Londres
- 1915: Frau mit Tasche, Tate Gallery, Londres
- 1919: Bildnis Rosa Schapire, Tate Gallery, Londres
- 1931: Pommersche Moorlandschaft. Saarlandmuseum, Saarbrücken[2]